# Saison 3 de Scandal
Chronologie
Saison 2 Saison 4
Cet article présente le guide des épisodes de la troisième saison de la série télévisée américaine Scandal.

## Généralités
- Le 10 mai 2013, la série a été officiellement renouvelée pour une troisième saison par le réseau ABC[1]. Elle a été diffusée en deux parties : à l'automne du 3 octobre 2013[2] au 12 décembre 2013, et durant le printemps du 27 février 2014[3] au 17 avril 2014.
- Le 6 décembre 2013, ABC annonce que la deuxième partie de la saison 3 ne compterait que huit épisodes au lieu des douze initialement annoncés, portant la saison à un total de dix huit épisodes[4].
- Au Canada, la saison a été diffusée en simultané sur Citytv.
- En France, elle a été diffusée en version sous-titrée, cinq jours après la diffusion américaine[5] depuis le 8 octobre 2013 sur Canal+ Séries[6]. Concernant la version française, elle a été diffusée du 19 décembre 2013 au 19 juin 2014 sur Canal+.
- En Suisse, elle a été diffusée entre le 29 novembre 2014 et le 24 janvier 2015 sur RTS Un.

## Distribution

### Acteurs principaux
- Kerry Washington (VF : Marjorie Frantz) : Olivia Pope
- Columbus Short (VF : Frantz Confiac) : Harrison Wright
- Scott Foley (VF : Mathias Kozlowski) : Jake Ballard[7]
- Darby Stanchfield (VF : Agnès Manoury) : Abby Whelan
- Katie Lowes (VF : Céline Melloul) : Quinn Perkins
- Guillermo Díaz (VF : Nessym Guétat) : Huck Finn
- Jeff Perry (VF. : Thierry Wermuth) : Cyrus Beene
- Joshua Malina (VF : Patrice Baudrier) : David Rosen
- Bellamy Young (VF : Claire Guyot) : Mellie Grant
- Tony Goldwyn (VF : Philippe Valmont) : Fitzgerald Grant

### Acteurs récurrents et invités
- Kate Burton (VF : Évelyne Grandjean) : Sally Langston
- Brian Letscher (VF : Tanguy Goasdoué) : Tom
- Joe Morton (VF : Jean-Paul Pitolin) : Rowan « Eli » Pope
- Dan Bucatinsky (VF : Nicolas Djermag) : James Novak (épisodes 1 à 14)
- Norm Lewis (VF : Daniel Lobé) : Edison Davis (épisode 2)
- Cynthia Stevenson (VF : Josiane Pinson) : Mary Nesbitt[8] (épisode 3)
- Lisa Kudrow (VF : Michèle Lituac) : Josephine Marcus [9] (épisode 4, 5, 6 et 8)
- Paul Adelstein (VF : Boris Rehlinger) : Leo Bergen[10] (épisodes 5 à 18)
- Sally Pressman (VF : Sauvane Delanoë) : Candace Marcus[11] (épisode 5, 6 et 8)
- Jack Coleman (VF : Hervé Jolly) : Daniel Douglas Langston[12] (épisodes 5 à 10)
- Khandi Alexander (VF : Annie Milon) : Maya Lewis [13] (épisodes 6 à 18)
- Jon Tenney (VF : Jean-Philippe Puymartin)  :  Andrew Nichols[14] (épisodes 11 à 18)
- Gregg Henry (VF : Gabriel Le Doze) : Hollis Doyle (épisode 12)
- Dylan Minnette : Jerry Grant [15] (épisodes 15, 17 et 18)
- Madeline Carroll : Karen Grant [15] (épisodes 15 et 18)
- Nazanin Boniadi (VF : Chantal Baroin) : Adnan Salif[16] (épisodes 11 à 18)
- Sebastian Roché (VF : Emmanuel Gradi) : Dominic Bell[17] (épisodes 16 et 17)

## Épisodes

### Épisode 1:Quand la vérité éclate
- États-Unis /  Canada : 3 octobre 2013 sur ABC[18] / Citytv
- France :
  - 19 décembre 2013 sur Canal+[19]
  - 25 juillet 2015 sur M6[20]
- Suisse : 29 novembre 2014 sur RTS Un[21]
- Québec : 29 janvier 2015 sur Séries+[22]
- Belgique : 31 mars 2015 sur RTL-TVI

- États-Unis : 10,52 millions de téléspectateurs[23] (première diffusion)
- France : 1,56 million de téléspectateurs[24] (deuxième diffusion)

- Kate Burton (Vice President Sally Langston)
- George Newbern (Charlie)
- Brian Letscher (Tom)
- Stoney Westmoreland (Hal Rimbeau)
- Erin Chambers (Mara Jones)
- Joe Morton (Rowan)

### Épisode 2:Devine qui vient dîner?
- États-Unis /  Canada : 10 octobre 2013 sur ABC / Citytv
- France :
  - 24 avril 2014 sur Canal+[25]
  - 25 juillet 2015 sur M6
- Suisse : 29 novembre 2014 sur RTS Un
- Québec : 5 février 2015 sur Séries+
- Belgique : 31 mars 2015 sur RTL-TVI

- États-Unis : 9,01 millions de téléspectateurs[26] (première diffusion)
- France : 1,45 million de téléspectateurs[24] (deuxième diffusion)

- Kate Burton (Vice President Sally Langston)
- Norm Lewis (Senator Edison Davis)
- Brian Letscher (Tom)
- Steven W. Bailey (Coroner Noah Elliot)
- Samantha Sloyan (Jeanine Locke)
- Sharmila Devar (Lauren)
- Joe Morton (Rowan « Eli » Pope)

Cinq ans plus tôt, Olivia était en bons termes avec son père Eli Pope, qu'elle pensait paléontologue au Smithsonian. Quand elle a commencé à lui parler de Huck après que celui-ci l'a sauvé d'une agression dans le métro, Eli a tenté de l'éloigner de lui. Elle réalisera plus tard que son père est à la tête de l'unité B613 et qu'il connait Huck. Dès lors, leur relation s'est détériorée pour se rompre définitivement quand Eli a commencé à menacer la vie d'Edison Davis.

### Épisode 3:Madame Smith à Washington
- États-Unis /  Canada : 17 octobre 2013 sur ABC / Citytv
- France :
  - 1er mai 2014 sur Canal+
  - 25 juillet 2015 sur M6
- Suisse : 6 décembre 2014 sur RTS Un
- Québec : 12 février 2015 sur Séries+
- Belgique : 7 avril 2015 sur RTL-TVI

- États-Unis : 9,51 millions de téléspectateurs[27] (première diffusion)
- France : 1,42 million de téléspectateurs[24] (deuxième diffusion)

- Cynthia Stevenson (Mary Nesbitt)
- Mark Moses (Congressman Jim Struthers)
- Ernie Hudson (Commander Randolph Boles)
- Patrick St. Esprit (Peter Foster)
- Brian Letscher (Tom)
- Sharmila Devar (Lauren)
- Aarti Mann (Agent Laura Kenney)
- Joe Morton (Rowan)

Jake est de retour dans la vie d'Olivia, mal en point, mais il se remet. Huck, qui a appris qui est le patron du programme B613, veut tuer son ex-patron, Eli Pope. Huck va aller jusqu'à le suivre, mais n'arrivera pas à le tuer. Il finira par conclure qu'il appartient toujours à Eli Pope et au programme B613. Au moment où Olivia arrive au cabinet pour commencer sa journée, l'équipe lui annonce qu'ils ont un nouveau client en la personne de Mary Nesbitt. Cette dernière veut régler une histoire de famille et leur donne un chèque de 25 000 $ en guise d'avance. Cela surprend Olivia qui accepte cette nouvelle cliente inattendue. Leur cliente leur annonce qu'elle s'en va au Capitole pour une réunion d'affaire. Quelques heures plus tard, Quinn annonce à Olivia que leur cliente, Mary Nesbitt, a vidé son compte en banque pour les payer et que son fils a été tué par le FBI sans enquête officielle. Olivia court alors au Capitole pour retrouver Mary, qui a un gilet piégé. Elle menace de se faire sauter si on ne lui dit pas la vérité sur la mort de son fils, car elle ne croit pas que son fils soit un terroriste, tué par le FBI. Olivia tente d'aider Mary du mieux qu'elle peut afin de négocier avec le FBI. Étant de bonne foi, Mary libère des otages, mais le FBI veut tuer à tout prix Mary. Olivia comprend très vite que la vie de Mary est en jeu. Olivia fait donc appel à son équipe pour pouvoir avoir accès au dossier du fils de Mary. Abby va même aller demander de l'aide à David Rosen. À la suite de l'intervention d'Olivia, David va demander le dossier du fils de Mary, à Cyrus. Après quelques menaces, Cyrus cède. L'équipe d'Olivia s'aperçoit alors qu'un mystère plane autour du fils de Mary. Finalement, le président Grant téléphone à Olivia et lui révèle la vérité sur la mort du fils de Mary : il était un agent de la CIA infiltré dans Al-Qaïda et a permis l'infiltration de 57 agents doubles. Il lui ordonne de ne pas révéler la vérité à Mary afin de préserver ses agents ; Olivia ment à Mary. Après être sorti du bureau où ils étaient en otage, Mary s'y renferme, seule et se fait exploser.
Dans la même journée, un intrus tente de joindre le président à propos de l'opération Remington, mais il est très vite rattrapé par la sécurité du Capitole. Cyrus contacte Eli Pope concernant l'opération Remington. L'intrus du Capitole, qui était envoyé par Eli Pope, se fait tuer par Huck.

### Épisode 4:Le petit oiseau va sortir
- États-Unis /  Canada : 24 octobre 2013 sur ABC / Citytv
- France :
  - 1er mai 2014 sur Canal+
  - 1er août 2015 sur M6
- Suisse : 6 décembre 2014 sur RTS Un
- Québec : 19 février 2015 sur Séries+
- Belgique : 7 avril 2015 sur RTL-TVI

- États-Unis : 8,62 millions de téléspectateurs[28] (première diffusion)
- France : 1,61 million de téléspectateurs[29] (deuxième diffusion)

- Lisa Kudrow (Josephine Marcus)
- Dan Bucatinsky (James Novak)
- Melora Hardin (Shelley Meyers)
- Patrick Fabian (Senator Richard Meyers)
- Patrick St. Esprit (Peter Foster)
- Michael B. Silver (Gavin Mitchell)
- Stoney Westmoreland (Hal Rimbeau)
- Brian Letscher (Tom)
- Peter Holden (William Granville)
- Joe Morton (Rowan)

Jake décide de retourner dans son appartement, alors qu'Olivia ne veut pas. La conversation tourne alors sur le père d'Olivia, le directeur du programme B613. Jake montre à Olivia à quel point son père est dangereux. Jake veut arrêter Eli Pope, mais Olivia ne veut pas. Le couple se sépare, en crise. L'équipe d'Olivia a pour client le sénateur Richard Meyers, représentant l'état de Washington. On accuse le sénateur d'avoir envoyé des textos et des photos à caractère sexuel pervers, sous le pseudo de Redwood Johnson, ainsi que d'avoir tué Desiree Oaks, qui le faisait chanter à ce propos. La défense du sénateur est sa femme Shelley Meyers. L'équipe tente de montrer que Desiree Oaks avait plusieurs partenaires sexuels. Au cours du procès, l'affaire Oaks prend une nouvelle tournure, quand d'autres textos et photos sont envoyés à d'autres femmes sous pseudonyme. Le doute s'installe dans l'équipe. Olivia réussit à faire avouer au sénateur que c'est lui sous les deux pseudos et qu'il a un problème. Entre-temps Shelley disparait. Olivia la retrouve juste à temps et la convainc de comparaître. Le seul problème, c'est que Shelley n'aime plus Richard, l'ayant déshonoré et trainé dans son scandale. Olivia la convainc de dire la vérité. Au terme du procès, le sénateur est innocenté des accusations de meurtre et Olivia découvre que l'alibi du sénateur est faux : c'est sa femme qui a tué la jeune femme.

Jake rencontre Huck qui veut en finir avec Eli Pope, le directeur du programme B613. Ne voulant pas avoir d'aide, Huck et Jake vont enquêter chacun de leur côté. C'est ainsi que Huck va découvrir qu'il a été utilisé pour taire un secret détenu par Pete Foster et Jake va découvrir que le président Grant est relié à Foster. Après avoir vu les preuves de ce qu'ils avancent, Olivia tente d'y voir un peu plus clair dans l'opération Remington.
Lors d'une conférence de presse, Mellie commet une bêtise en parlant, à micro ouvert, à propos de Josephine Marcus, une rivale du parti démocrate. Cela met en furie Cyrus. Après que Mellie s'est excusée pour ses propos, le scandale ne s'éteint pas. Cyrus échafaude un plan pour faire taire le scandale causé par Mellie.

### Épisode 5:La Vérité sur Remington
- États-Unis /  Canada : 31 octobre 2013 sur ABC / Citytv
- France :
  - 8 mai 2014 sur Canal+
  - 1er août 2015 sur M6
- Suisse : 13 décembre 2014 sur RTS Un
- Québec : 26 février 2015 sur Séries+
- Belgique : 14 avril 2015 sur RTL-TVI

- États-Unis : 9,18 millions de téléspectateurs[30] (première diffusion)
- France : 1,51 million de téléspectateurs[29] (deuxième diffusion)

- Lisa Kudrow (Josephine Marcus)
- Kate Burton (Vice President Sally Langston)
- Tom Amandes (Governor Samuel Reston)
- Jack Coleman (Daniel Douglas Langston)
- Sally Pressman (Candace Marcus)
- Stoney Westmoreland (Hal Rimbeau)
- Brian Letscher (Tom)
- Erin Chambers (Mara)
- Sarah Benoit (Doris)
- Michael Mahon (Billy Joe Lee)
- Paul Adelstein (Leo Bergen)
- Joe Morton (Rowan)

Olivia rencontre Eli, mais le repas dominical tourne au vinaigre. Au même moment, Jake, qui est chez le père d'Olivia, avec l'aide de Huck, copie l'ordinateur d'Eli. Alors qu'il n'a pas fini de copier l'ordinateur, Eli Pope rentre plus tôt que prévu. Josephine Marcus engage Olivia et son équipe afin de s'assurer que l'enfant qu'elle a eu il y a 30 ans, ne soit pas importuné par les médias. C'est ainsi que l'équipe au complet se rend à Red Springs, Montana, pour trouver l'enfant et faire taire les gens qui pourraient parler. L'équipe découvre qu'un membre de la Maison Blanche, Ethan, travaillant pour Cyrus Beene, est lui aussi à Red Springs pour trouver l'enfant. En parallèle, Huck découvre grâce à la caméra de surveillance, la rencontre entre le président Grant et Eli Pope. Alors qu'il parle avec Huck, Jake se fait enlever par les hommes du Président. Grant confronte Jake à propos de son comportement. Fitz, qui soupçonne Jake de vouloir déterrer l'histoire de l'opération Remington, demande à Eli de faire arrêter Jake. Eli refuse. Pour le dîner des correspondants, Olivia attend un appel du Président Grant, qui tarde à venir. Harrison découvre que la "sœur" de Joséphine Marcus est en réalité la fille de cette dernière. Olivia informe Joséphine de la découverte de son équipe et du risque que l'histoire soit découverte par d'autres. Lors du débat, Josephine est attaquée sur la naissance de son enfant. À contre-cœur, elle avoue la vérité sur l'abandon de son enfant sans citer le nom, mais le choc est terrible pour la "sœur" de Josephine qui fait le calcul et comprend la vérité. Au terme du débat, Josephine congédie Olivia. Fitz téléphone à Olivia pour la féliciter à propos du débat et de Josephine Marcus. Olivia donne des conseils à Fitz sur ses blagues qu'il doit dire au dîner des correspondants. Mellie écoute la conversation de son mari avec Olivia. Quinn, qui est attirée par les activités illicites de Huck, s'achète un pistolet. Fitz veut se débarrasser du programme B613, mais Cyrus l'avertit de ne pas le faire afin de ne pas se retrouver en danger, les hommes du B613 n'hésitant pas à tuer quiconque leur apparait comme un ennemi.
Huck et Jake découvrent que Fitz était en Islande au moment de l'opération Remington. Ils tentent d'en trouver la raison. Lors du dîner des correspondants, Olivia qui est accompagnée de Jake, rencontre Mellie qui lui supplie de venir gérer la campagne de réélection de Grant. Josephine, regrettant d'avoir renvoyé Olivia et voyant comment elle se sentait très bien, décide de réengager Olivia pour sa campagne, mais Olivia hésite à accepter. 

### Épisode 6:Icare
- États-Unis /  Canada : 7 novembre 2013 sur ABC / Citytv
- France :
  - 8 mai 2014 sur Canal+
  - 1er août 2015 sur M6
- Suisse : 13 décembre 2014 sur RTS Un
- Québec : 5 mars 2015 sur Séries+
- Belgique : 14 avril 2015 sur RTL-TVI

- États-Unis : 8,66 millions de téléspectateurs[31] (première diffusion)
- France : 1,41 million de téléspectateurs[29] (deuxième diffusion)

- Joe Morton (Rowan « Eli » Pope)
- Khandi Alexander (Maya Lewis)
- Lisa Kudrow (Josephine Marcus)

### Épisode 7:À toi de jouer, Mellie!
- États-Unis /  Canada : 14 novembre 2013 sur ABC / Citytv
- France :
  - 15 mai 2014 sur Canal+
  - 8 août 2015 sur M6
- Suisse : 20 décembre 2014 sur RTS Un
- Québec : 12 mars 2015 sur Séries+
- Belgique : 21 avril 2015 sur RTL-TVI

- États-Unis : 9,04 millions de téléspectateurs[32] (première diffusion)
- France : 1,05 million de téléspectateurs[33] (deuxième diffusion)

- Joe Morton (Rowan « Eli » Pope)
- Khandi Alexander (Maya Lewis)

Pour réhabiliter l'image du Président et de la première Dame, une équipe de télévision suit Mellie. Le tournage ne va pas comme prévu et beaucoup d'inquiétude vont à l'endroit du Président. Fitz demande à Olivia d'arrêter de fouiller sur l'opération Remington, sans quoi Jake va se faire tuer. La nouvelle cliente d'Olivia est sa propre mère, Maya. Olivia, en compagnie de Jake et Huck, révèle à l'équipe l'existence de l'opération Remington. L'équipe trouve plusieurs informations, dont celle impliquant le père de Fitzgerald, alors sénateur, qui aurait falsifié le rapport de l'accident d'avion.
Quinn s'entraîne toujours au pistolet et est vite repérée par Charlie. Excitée à l'idée de le suivre, elle se retrouve piégée et mêlée à une opération où elle finit par tuer quelqu'un, qui s'avère être un témoin crucial dans le mystère du vol 522. Elle est finalement recrutée de force par le programme B613.
Lors d'une réception, Melly et Cyrus essaient de piéger Daniel Douglas, le mari de la vice-présidente, mais découvrent qu'il est gay. Le mari de Cyrus, James, se fait séduire par le mari de Sally. 
Fitzgerald fait suivre Olivia afin de savoir ce qu'elle sait et fait exactement. 
Eli rend visite à un prisonnier du nom d'Omar Dresden, qui est en fait la mère d'Olivia.

### Épisode 8:Douce Campagne
- États-Unis /  Canada : 21 novembre 2013 sur ABC / Citytv
- France :
  - 15 mai 2014 sur Canal+
  - 8 août 2015 sur M6
- Suisse : 20 décembre 2014 sur RTS Un
- Québec : 19 mars 2015 sur Séries+
- Belgique : 21 avril 2015 sur RTL-TVI

- États-Unis : 8,93 millions de téléspectateurs[34] (première diffusion)
- France : 1,01 million de téléspectateurs[33] (deuxième diffusion)

- Joe Morton (Rowan « Eli » Pope)
- Khandi Alexander (Maya Lewis)
- Lisa Kudrow (Josephine Marcus)

L'équipe d'Olivia est toujours en train de traquer le tueur de leur témoin - en fait Quinn, piégée par Charlie - quand Josie Marcus la rappelle : un ordinateur portable avec les plans de campagne a été volé. Candace, la "sœur" de Josie, accuse aussitôt le candidat rival mais Harrison ne veut pas presser l'affaire. Pourtant, Candace tient une conférence de presse où elle accuse le sénateur Reston. Olivia est furieuse de voir la campagne ruinée, mais Harrison se charge de la surveiller. L'ordinateur est retrouvé au siège de campagne de Reston, mais la mémoire est vide. Abby comprend que c'est un coup monté de Candie.

Olivia finit par s'absenter : contactée à de nombreuses reprises par Fitz, elle finit par découvrir qu'il sait que Rowan est son père. Ils se retrouvent donc dans une maison du Vermont, que Fitz avoue avoir fait bâtir pour eux, alors qu'il allait quitter la présidence et la rejoindre. Ils passent la nuit ensemble, et au matin, Fitz a l'accord d'Olivia pour faire tomber Rowan.

James est choisi pour faire une interview de Daniel Douglas par Cyrus, qui veut en secret faire tomber le mari de la vice-présidente en le piégeant avec un homme. James finit par réaliser qu'il a été piégé par son mari, et par vengeance, se laisse photographier alors qu'il couche avec Daniel alors qu'il ne devait pas aller aussi loin.

### Épisode 9:YOLO
- États-Unis : 5 décembre 2013 sur ABC
- Canada : 2 février 2014 sur Citytv[35]
- France :
  - 22 mai 2014 sur Canal+
  - 8 août 2015 sur M6
- Suisse : 27 décembre 2014 sur RTS Un
- Québec : 26 mars 2015 sur Séries+
- Belgique : 28 avril 2015 sur RTL-TVI

- États-Unis : 8,27 millions de téléspectateurs[36] (première diffusion)
- France : 0,983 million de téléspectateurs[33] (deuxième diffusion)

### Épisode 10:Le diable s'en est mêlé
- États-Unis /  Canada : 12 décembre 2013 sur ABC / Citytv
- France :
  - 22 mai 2014 sur Canal+
  - 8 août 2015 sur M6
- Suisse : 27 décembre 2014 sur RTS Un
- Québec : 2 avril 2015 sur Séries+
- Belgique : 28 avril 2015 sur RTL-TVI

- États-Unis : 9,22 millions de téléspectateurs[37] (première diffusion)
- France : 0,907 million de téléspectateurs[33] (deuxième diffusion)

Sally Langston a tué son mari après qu'il lui ait avoué avoir toujours été homosexuel mais qu'il a accepté de sauver les apparences pour la carrière de sa femme. Affolée, elle appelle Cyrus Beene qui arrange la situation pour qu'officiellement, la mort soit naturelle. Seuls Mellie et James sont au courant, la première parvient à faire en sorte que Sally garde le silence, le second tente de pousser David Rosen à enquêter, en vain. Cependant, une analyste de la NSA a intercepté l'appel de Langston à Cyrus.

### Épisode 11:Mustang Sally
- États-Unis /  Canada : 27 février 2014 sur ABC / Citytv
- France :
  - 29 mai 2014 sur Canal+
  - 8 août 2015 sur M6
- Suisse : 3 janvier 2015 sur RTS Un
- Québec : 9 avril 2015 sur Séries+
- Belgique : 5 mai 2015 sur RTL-TVI

- États-Unis : 9,32 millions de téléspectateurs[39] (première diffusion)
- France : 0,710 million de téléspectateurs[33] (deuxième diffusion)

La campagne de réélection du Président Grant a commencé, avec à sa tête Olivia Pope. Mais la vice-président Langston lâche une bombe : elle se présente comme candidate tierce à la Présidentielle sans pour autant quitter son poste. La nouvelle tombe mal d'autant que les rumeurs de la liaison entre le Président et Olivia ont repris. Mellie ordonne donc à Olivia de fréquenter officiellement un autre homme pour calmer les journalistes. Olivia est chargée de trouver un nouveau vice-président, mais Fitz a déjà choisi : ce sera Andrew Nichols, gouverneur de Californie et ami de longue date. Olivia évalue ses chances, l'homme étant connu pour être un play-boy qui ne s'est jamais marié, mais il cache le fait qu'il est amoureux de Mellie depuis toujours.

### Épisode 12:On ne touche pas aux premières dames
- États-Unis /  Canada : 6 mars 2014 sur ABC / Citytv
- France :
  - 29 mai 2014 sur Canal+
  - 8 août 2015 sur M6
- Suisse : 3 janvier 2015 sur RTS Un
- Québec : 16 avril 2015 sur Séries+
- Belgique : 5 mai 2015 sur RTL-TVI

- États-Unis : 8,53 millions de téléspectateurs[40] (première diffusion)
- France : 0,451 million de téléspectateurs[33] (deuxième diffusion)

Une campagne pour trouver des donateurs est montée mais un nouveau scandale est sur le point d'éclater : le prochain Vice-Président est accusé d'avoir pris de l'oxycodone pendant son mandat. L'équipe d'Olivia essaie de tuer dans l’œuf la rumeur en empêchant les révélations mais la journaliste qui a donné la nouvelle assure que les sources sont sûres. Cyrus tend un piège à Publius ; craignant pour sa position, James demande de l'aide à David, qui va rencontrer la journaliste à sa place mais manque de se faire prendre par Charlie, sauvé par Abby et Harrison. Il s'avère que la source a été payée pour mentir et cacher le fait que le consommateur était une femme. Olivia comprend ainsi que Andrew Nichols couvrait Mellie, qui avait sombré dans la dépression et les médicaments après son viol, et la seule personne au courant reste Nichols.

### Épisode 13:Pas de soleil à l'horizon
- États-Unis /  Canada : 13 mars 2014 sur ABC / Citytv
- France :
  - 5 juin 2014 sur Canal+
  - 15 août 2015 sur M6
- Suisse : 10 janvier 2015 sur RTS Un
- Québec : 23 avril 2015 sur Séries+
- Belgique : 12 mai 2015 sur RTL-TVI

- États-Unis : 8,22 millions de téléspectateurs[41] (première diffusion)
- France : 1,07 million de téléspectateurs[42] (deuxième diffusion)

### Épisode 14:Kiss Kiss Bang Bang
- États-Unis /  Canada : 20 mars 2014 sur ABC / Citytv
- France :
  - 5 juin 2014 sur Canal+
  - 15 août 2015 sur M6
- Suisse : 10 janvier 2015 sur RTS Un
- Québec : 30 avril 2015 sur Séries+
- Belgique : 12 mai 2015 sur RTL-TVI

- États-Unis : 9,08 millions de téléspectateurs[43] (première diffusion)
- France : 1,08 million de téléspectateurs[42] (deuxième diffusion)

### Épisode 15:Le Coup de grâce
- États-Unis /  Canada : 27 mars 2014 sur ABC / Citytv
- France :
  - 12 juin 2014 sur Canal+
  - 15 août 2015 sur M6
- Suisse : 17 janvier 2015 sur RTS Un
- Québec : 7 mai 2015 sur Séries+
- Belgique : 19 mai 2015 sur RTL-TVI

- États-Unis : 9,01 millions de téléspectateurs[44] (première diffusion)
- France : 1,14 million de téléspectateurs[42] (deuxième diffusion)

### Épisode 16:L'Ambianceuse
- États-Unis /  Canada : 3 avril 2014 sur ABC / Citytv
- France :
  - 12 juin 2014 sur Canal+
  - 15 août 2015 sur M6
- Suisse : 17 janvier 2015 sur RTS Un
- Québec : 14 mai 2015 sur Séries+
- Belgique : 19 mai 2015 sur RTL-TVI

- États-Unis : 9,13 millions de téléspectateurs[45] (première diffusion)
- France : 0,945 million de téléspectateurs[42] (deuxième diffusion)

Jeannine Locke sort ses mémoires et la cote de popularité de Fitz s'effondre auprès des femmes. Olivia envoie Abby à sa place à la Maison Blanche, trop occupée avec la fin de B613. Mais le Président refuse de coopérer, trop occupée à ruminer sa rancœur contre l'amant de sa femme. Olivia se charge donc de ressaisir Fitz, mais aussi de forcer Andrew à choisir entre Mellie et le poste de Vice-Président ; comme elle le pressentait, il choisit le pouvoir, ce qui rend Mellie furieuse. Cyrus utilise la grossesse cachée de la fille de Sally Langston pour lui nuire, mais Olivia considère que c'est un coup bas et contre-productif, car le vrai bénéficiaire en termes de popularité est le gouverneur Reston. Pour cela, Abby et Leo Bergen s'allient pour piéger le gouverneur et lui faire avouer qu'il a tué l'amant de sa femme pendant une visite en prison à son épouse.

### Épisode 17:De chair et de sang
- États-Unis /  Canada : 10 avril 2014 sur ABC / Citytv
- France :
  - 19 juin 2014 sur Canal+
  - 15 août 2015 sur M6
- Suisse : 24 janvier 2015 sur RTS Un
- Québec : 21 mai 2015 sur Séries+
- Belgique : 26 mai 2015 sur RTL-TVI

- États-Unis : 9,23 millions de téléspectateurs[46] (première diffusion)
- France : 0,812 million de téléspectateurs[42] (deuxième diffusion)

### Épisode 18:Le Prix d'une élection libre et loyale
- États-Unis /  Canada : 17 avril 2014 sur ABC[47] / Citytv
- France :
  - 19 juin 2014 sur Canal+
  - 15 août 2015 sur M6
- Suisse : 24 janvier 2015 sur RTS Un
- Québec : 28 mai 2015 sur Séries+
- Belgique : 26 mai 2015 sur RTL-TVI

- États-Unis : 10,57 millions de téléspectateurs[48] (première diffusion)
- France : 0,701 million de téléspectateurs[42] (deuxième diffusion)

La bombe est sur le point d'exploser quand l'église est enfin évacuée grâce à Jake qui a prévenu le Président à temps. Sally Langston s'en sort indemne mais Leo Bergen a l'idée de capitaliser immédiatement en faisant de la candidate une survivante. Pour Cyrus et Olivia, il est évident que l'élection vient de se jouer et que Sally va gagner. Cependant, Olivia ne veut pas profiter de la situation pour fuir avec Fitz, maintenant qu'elle sait la vérité sur Mellie ; elle lui révèle donc le viol et préfère attendre que Fitz apaise les tourments de sa femme. Quinn s'étant montré plus loyale à Huck qu'à Charlie, celui-ci lui laisse un dossier contenant l'adresse de la famille de Huck.

- Cet épisode réalise le record audience de la saison sur le public global[48].
- Dernière apparition de Columbus Short (Harrison).

### Épisode spécial:Scandal: The Secret Is Out
- États-Unis /  Canada : 3 octobre 2013 sur ABC / Citytv

- États-Unis : 5,75 millions de téléspectateurs[23] (première diffusion)

## Audiences aux États-Unis
La moyenne de cette saison est de 9,10  millions de téléspectateurs américains. L'épisode le plus regardé est le 3.18 Le Prix d'une élection libre et loyale (The Price of Free and Fair Election) avec 10,57 millions de téléspectateurs, alors que l'épisode le moins regardé est le 3.13 Pas de soleil à l'horizon (No Sun on the Horizon) avec 8,22 millions de téléspectateurs américains.
| N° d'épisode | Titre original                      | Titre français                         | Chaîne | Date de diffusion originale | Audience (en millions de téléspectateurs) | PDM sur les 18-49 ans |
| ------------ | ----------------------------------- | -------------------------------------- | ------ | --------------------------- | ----------------------------------------- | --------------------- |
| 1            | It's Handled                        | Quand la vérité éclate                 | ABC    | 3 octobre 2013              | 10,52                                     | 3,6                   |
| 2            | Guess Who's Coming to Dinner        | Devine qui vient dîner ?               | ABC    | 10 octobre 2013             | 9,01                                      | 3,1                   |
| 3            | Mrs. Smith Goes to Washington       | Madame Smith à Washington              | ABC    | 17 octobre 2013             | 9,51                                      | 3,3                   |
| 4            | Say Hello to My Little Friend       | Le petit oiseau va sortir              | ABC    | 24 octobre 2013             | 8,62                                      | 2,9                   |
| 5            | More Cattle, Less Bull              | La Vérité sur Remington                | ABC    | 31 octobre 2013             | 9,18                                      | 2,9                   |
| 6            | Icarus                              | Icare                                  | ABC    | 7 novembre 2013             | 8,66                                      | 2,8                   |
| 7            | Everything's Coming Up Mellie       | À toi de jouer, Mellie !               | ABC    | 14 novembre 2013            | 9,04                                      | 2,9                   |
| 8            | Vermont is for Lovers, Too          | Douce Campagne                         | ABC    | 21 novembre 2013            | 8,93                                      | 2,9                   |
| 9            | YOLO                                | YOLO                                   | ABC    | 5 décembre 2013             | 8,27                                      | 3,0                   |
| 10           | A Door Marked Exit                  | Le diable s'en est mêlé                | ABC    | 12 décembre 2013            | 9,22                                      | 3,2                   |
| 11           | Ride, Sally, Ride                   | Mustang Sally                          | ABC    | 27 février 2014             | 9,32                                      | 3,4                   |
| 12           | We Do Not Touch the First Ladies    | On ne touche pas aux premières dames   | ABC    | 6 mars 2014                 | 8,53                                      | 2,8                   |
| 13           | No Sun on the Horizon               | Pas de soleil à l'horizon              | ABC    | 13 mars 2014                | 8,22                                      | 2,8                   |
| 14           | Kiss Kiss Bang Bang                 | Kiss Bang Bang                         | ABC    | 20 mars 2014                | 9,08                                      | 2,9                   |
| 15           | Mama Said Knock You Out             | Le Coup de grâce                       | ABC    | 27 mars 2014                | 9,01                                      | 3,1                   |
| 16           | The Fluffer                         | L'Ambianceuse                          | ABC    | 3 avril 2014                | 9,13                                      | 2,9                   |
| 17           | Flesh and Blood                     | De chair et de sang                    | ABC    | 10 avril 2014               | 9,23                                      | 3,0                   |
| 18           | The Price of Free and Fair Election | Le Prix d'une élection libre et loyale | ABC    | 17 avril 2014               | 10,57                                     | 3,4                   |